# Borg (DNA)
Borg bezeichnet in der Biochemie und Genetik episomale DNA in manchen Archaeen.

## Eigenschaften
Borgs sind lineare doppelsträngige DNA mit einer Länge von 600.000 bis 1.000.000 Basenpaaren und werden unabhängig von den Chromosomen repliziert. Sie sind damit deutlich größer als andere episomale DNA. An beiden Enden der Borgs befinden sich inverted repeats. Zwischen den auf den Borgs codierten Genen befinden sich Sequenzwiederholungen. Borgs wurden erstmals 2021 von Jill Banfield und Kollegen in Archaeen der Gattung Methanoperedens beschrieben.
Zum Stand August 2021 könnten sie sich als eine unbekannte Form von Riesenviren oder „riesigen linearen Plasmiden“ herausstellen und nicht als etwas separates und noch Unbekannteres. Die Archaeenspezies, in denen die Borgs vorkommen, beherbergt diese wahrscheinlich und teilt viele ihrer Gene. Das Hauptchromosom der Archaee ist nur dreimal so groß wie die Borg-DNA, und seine Fähigkeit zur anaeroben Methanoxidation sowie andere biologische Funktionen – wie die Produktion von Proteinen – werden durch die Borgs womöglich erweitert.